# راه‌آهن افغانستان

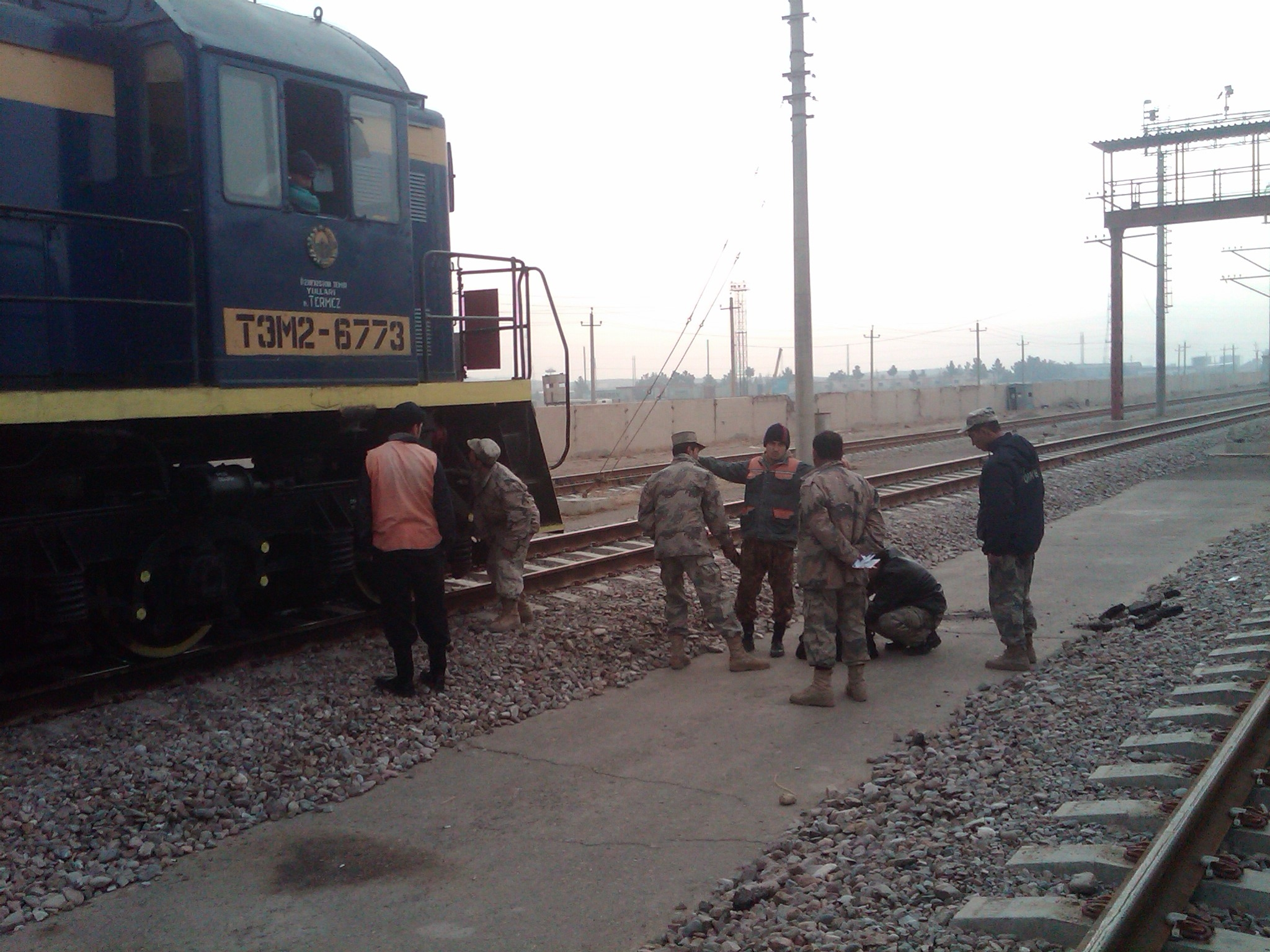
راه‌آهن افغانستان از بندر حیرتان آغاز می‌گردد.

راه‌آهن افغانستان، زیر نظر اداره راه‌آهن افغانستان اداره می‌شود. هم‌اکنون مزارشریف در شمال افغانستان از طریق راه‌آهن به بندر حیرتان از طریق راه‌آهن  ازبکستان و از طریق بندر آقینه به راه‌آهن  ترکمنستان متصل شده است. قرار است این کشور از طریق خط راه‌آهن هرات-بندر تورغندی به ترکمنستان و همچنین افغانستان از طریق خط راه‌آهن خواف-هرات به راه‌آهن ایران متصل است.

## تاریخچه

### واگن برقی کابل
در دههٔ ۱۹۲۰، شاه امان‌الله سه لوکوموتیو بخاری کوچک را از هنشل، کاسل از آلمان خریداری نمود و آن‌ها را در مسیری ۸ کیلومتری واگن برقی از سمت کابل به کاخ دارالامان به کار انداخت. واگن برقی در تاریخی نامشخص بسته شد اما لوکوموتیوها هنوز در موزهٔ کابل نگهداری می‌شوند.

### خط‌آهن پیشنهادشده
نزدیک به یک‌ونیم سده پیش، پیشنهادهای بسیاری در مورد ساختن خط‌آهن در افغانستان داده شد. در اوایل ۱۸۸۵، نیویورک تایمز در مورد پیشنهاد وصل کردن خط‌آهن ترنس‌کاسپین روسیه به هند بریتانیایی از طریق سرخس، هرات و قندهار خبر داد. پس از تکمیل، پروژه می‌توانست به افسران بریتانیایی اجازهٔ رفت و آمد از لندن به هند را، بیشتر از طریق ریل در ۱۱ تا ۱۲ روز بدهد (که البته باید از کانال مانش، دریای سیاه و دریای خزر توسط کشتی عبور می‌کردند).
در حدود سال‌های ۱۹۲۸، پیشنهادهایی در مورد وصل کردن جلال‌آباد به کابل مطرح شد که سرانجام باید به شهر پیشاور وصل می‌گردید. مسیرهایی که به سوی قندهار و هرات هدایت می‌شدند، پسانترها باید اضافه می‌شدند. با تغییر پیوسته نظام سیاسی افغانستان، این نقشه‌ها همه بی‌نتیجه ماندند.

### خط‌آهن صنعتی
در دههٔ ۱۹۵۰، نیروگاه برق آبی در سروبی، شرق کابل ساخته شد. در ۱۹۵۱، سه هنشل، چهار چرخ ۶۰۰ میلی‌متر -گیج با هیدرولیک دیزلی برای این نیروگاه برق تهیه شدند.
در ۱۹۷۹، شرکت معدن‌کاری و ساختن لوکوموتیو آلمانی، بدیا ماشین‌فابریک، پنج عدد لوکوموتیوهای هیدرولیک‌های دی۳۵/۶ دو میل ۶۰۰ میلی‌متر -گیج را به مشتری ناشناسی در افغانستان تهیه کرد. سرنوشت تمام این لوکوموتیوها نامعلوم ماندند.

## راه‌آهن‌های کنونی و نقشه‌های آینده

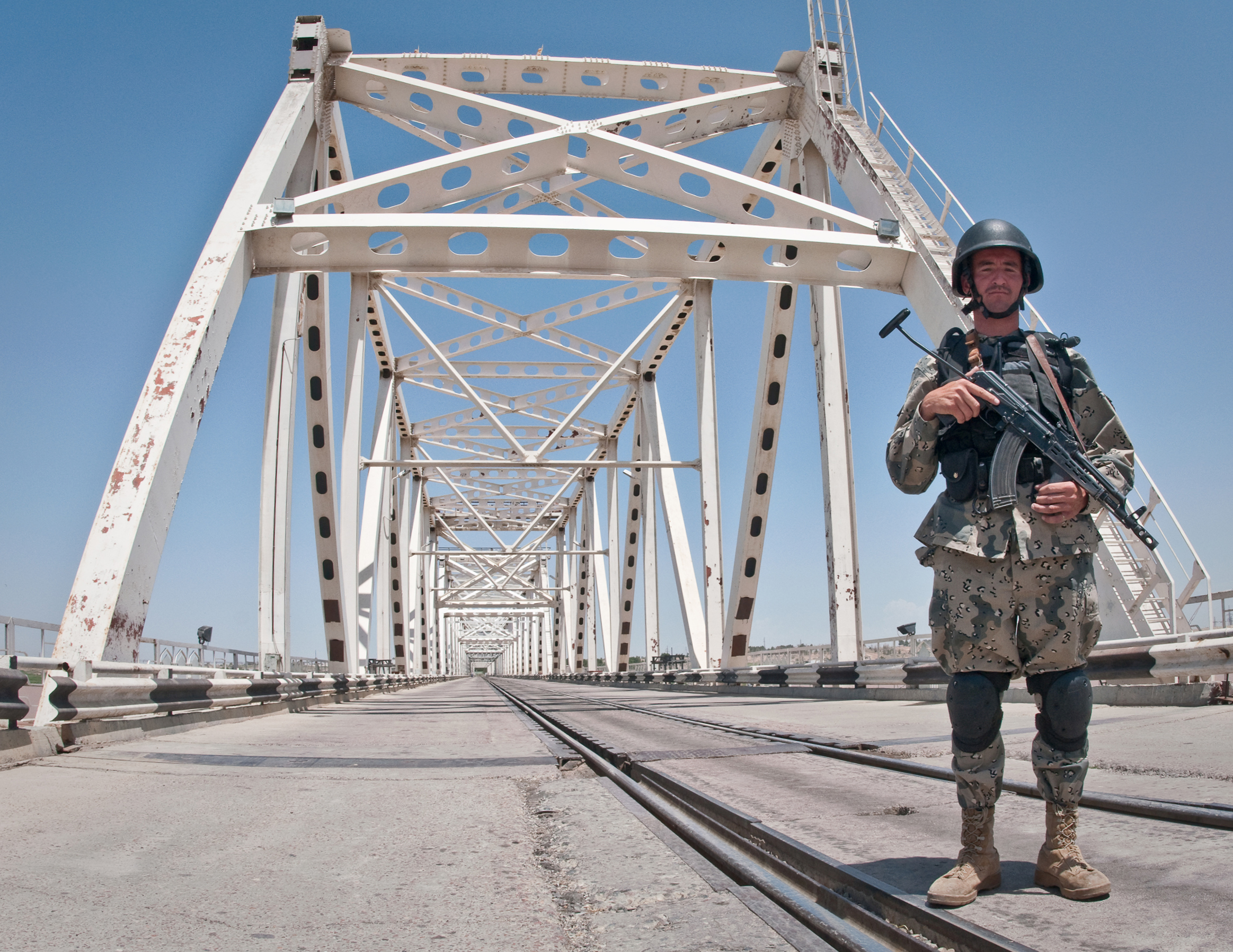
نیروهای پلیس مرزی افغانستان در حال محافظت و بر روی پل دوستی افغانستان–ازبکستان

### مرزهای ترکمنستان و ازبکستان
مسیری ۱۰ کیلومتری از سرحدآباد در ترکمنستان تا شهر تورغندی در افغانستان توسط شوروی ساخته شده بود. ترفیعی از نوسازی این خط در سال ۲۰۰۷ آغاز گردید.
خط‌آهن دومی به اندازهٔ ۱٬۵۲۰ میلی‌متر گیج، توسط اتحاد جماهیر شوروی ساخته شده بود که ۱۵ کیلومتر را از شهر ترمز در ازبکستان تا بندر حیرت‌آباد افزایش می‌داد و پس از آن به آمودریا و در مسیر پل دوستی ادامه می‌یابد.
کار مسیری ۷۵ کیلومتری میان افغانستان و ازبکستان در ژانویهٔ ۲۰۱۰ آغاز شد، و تاکنون در حال اجرا است و احتمال می‌رود تا پایان همان سال ختم گردد. خطی از پایانهٔ حمل‌ونقل حیرتان به سوی مزار شریف نیز توسط شرکت ملی خط‌آهن ازبکستان، «اوزبیکستان تیمیر یوللری» (به انگلیسی: O'zbekiston Temir Yullari) آغاز شده‌است.

### مرز ایران
نزدیک‌ترین سکوی راه‌آهن در ایران، پایانه‌های مسیر ۱٬۴۳۶ میلی‌متر گیج باربری، در مشهد می‌باشد. این خط در حال حاضر به اندازهٔ ۲۰۲ کیلومتر به سوی شرق هرات امتداد داده می‌شود. در ۱۷ آوریل ۲۰۰۷، وزیر خارجهٔ افغانستان رنگین دادفر سپنتا اعلام کرد که بهره‌برداری از خط راه‌آهن خواف-هرات (فقط باربری) در سال ۲۰۰۶ آغاز شد.

### مرز پاکستان
دو براد گیج (ریل راه‌آهن دور از یکدیگر) ۱٬۶۷۶ میلی‌متر از مسیرهای خط آهن پاکستان با شیبی به سوی مرز تورخم به پایان رسیده‌اند. در جولای ۲۰۱۰، پاکستان و افغانستان یادداشت تفاهمی را به‌خاطر درست کردن مسیرهای نو میان دو کشور به امضاء رسانیدند. کار روی پروژه‌های مذکور ۴ ماه بعد قرار است آغاز شود. این مسیرها قرار است بلوچستان پایتخت کویته را به سرحدآباد در ترکمنستان از طریق جنوب قندهار، خوجک و پیشاور به مزار شریف از طریق کابل، جلال‌آباد و تورخم پیوند دهد. در میان مذاکرات، وزیر راه‌آهن پاکستان افزود که خرج این راه‌آهن میان هر دو کشور نیم خواهد شد و راه‌آهن افغانستان پاکستان که با نام تجاری «موافقت‌نامهٔ تجاری افغانستان-پاکستان» (APTTA) شناخته می‌شود، به زودی فعال می‌شود. مقام بلندمرتبهٔ وزارت تجارت پاکستان نیز ابراز کرد که کشورش ۲ میلارد دلار تجارت را به خاطر اجازه دادن صدور مواد از هند به افغانستان از دست خواهد داد. موضوع قاچاق نیز در همین نشست مطرح شده بود.

### درگاه شمالی
در مهٔ ۲۰۱۰، وزیر معادن افغانستان از نقشه‌هایی برای ساختن و استانداردسازی مسیرهای راه‌آهن از طرف شمال افغانستان سخن گفت؛ از شیر خان بندر، از طریق نیدآباد جایی که این خط به مسیر ۱۵۲۰ گیج ازبکستان (زیر بازسازی) وصل خواهد شد و پس از آن از طریق مزار شریف وارد هرات می‌شود. در هرات نیز همراه با نقشه‌هایی به خط ایرانی وصل می‌شود.

### درگاه شمال‌جنوبی
در سپتامبر ۲۰۱۰، گروه متالورژیکی چین (به انگلیسی: China Metallurgical Group) (به چینی: 中国冶金科工集团公司) مختصراً MCC، قراردادی با وزیر خارجهٔ افغانستان در رابطه با خطوط ریل شمال‌جنوبی کشور به امضاء رسانید. این خط از حیرتان (در آنسوی مرزهای ازبکستان) آغاز شده و به سوی شمال پاکستان می‌رود. MCC اخیراً قراردادی را در نزدیکی همین راه‌آهن‌ها در معادن مس از طرف دولت افغانستان برنده شده‌است.

### دیگر مرزها
هیچ پیوندی میان مرزهای چین و تاجیکستان نیست، اگرچه پیشنهاد اتصالی در سال ۲۰۰۸ عرضه شده بود.